# La Nevería
La Nevería es una pequeña localidad zapoteca ubicada en la Sierra Juárez de Oaxaca en México, forma parte del municipio de Santa Catarina Lachatao y es uno de los denominados pueblos mancomunados de la Sierra Juárez, comunidades regidas por un sistema de usos y costumbres.

## Historia
La Nevería se localiza en las elevaciones de la Sierra Juárez de Oaxaca, serranía que domina el noreste de los Valles Centrales de Oaxaca donde se ubica la capital del estado, Oaxaca de Juárez, esta situación hace de su entorno boscoso y frío durante los meses de invierno y es por ellos que desde el siglo XIX la principal actividad de sus habitantes era la fabricación natural de hielo que posteriormente era comercializado entre los habitantes del valle, esta actividad dio nombre a la población, como La Nevería; en la actualidad la actividad de la población ha diversificado hacia el cultivo de diferentes hortalizas como el berro mediante invernaderos y sobre todo al turismo, con la construcción de cabañas que son administradas por la comunidad y que ofrecen servicios básicos como sitio para acampar, recorridos a pie y en bicicleta y guías.

## Localización y demografía
La Nevería se encuentra localizada en las coordenadas geográficas 17°07′41″N 96°31′44″O / 17.12806, -96.52889 y tiene una altitud de 2 710 metros sobre el nivel del mar, se encuentra a unos 65 kilómetros al noreste de la ciudad de Oaxaca de Juárez, su principal vía de comunicación es un camino de terracería que la une con la población de Benito Juárez y luego con Villa Díaz Ordaz y Tlacolula de Matamoros.
De acuerdo a los resultados del Censo de Población y Vivienda de 2010 realizado por el Instituto Nacional de Estadística y Geografía, la población total de La Nevería es de 77 habitantes, de los que 33 son hombres y 44 son mujeres.